# Intrachenar

Schematische Präsentation von vier (intrachenaren) Disulfidbrücken innerhalb einer Peptidkette eines Proteins.

Der Begriff intrachenar beschreibt in Chemie und Biochemie den Strukturaspekt, dass eine Brückenbindung (also eine Bindung, die nicht direkt aufeinanderfolgende Monomere miteinander auch auf andere Weise als die, die der Polymerisationsreaktion zugrunde liegt, verknüpft, z. B. eine Disulfidbrücke, eine Wasserstoffbrücke o. ä.) innerhalb einer Polymerkette lokalisiert ist. Das Gegenteil ist interchenar.